# Giovanni Di Cristo
Giovanni Di Cristo (Torre del Greco, 1 de agosto de 1986) es un judoka italiano ganador de cuatro medallas de oro, tres de bronce y dos de plata. Compite en la categoría masculina de 73 kilógramos.

## Premios
- Gold 73 kg Roma (Ostia) 2005
- Italian Championships Juniores
- Bronce 73 kg Génova 2004
- Bronce 73 kg Castellanza (Va) 2005
- Italian Championships U23
- Bronce 73 kg Lecce 2007
- Italian Championships
- Gold 73 kg Monza (MI) 2007
- Gold 73 kg Génova 2008
- European Championships U23
- Gold 73 kg Salzburg (AUT) 2007
- Silver 73 kg Zagreb (CRO) 2008
- Super World Cup
- Silver 73 kg Róterdam (NL) 2008

- Datos: Q3767129
- Multimedia: Giovanni Di Cristo / Q3767129